# Rahsaan Barber
Rahsaan Barber (* 2. April 1980) ist ein US-amerikanischer Jazz-Musiker (Saxophone, Flöte), Komponist und Musikpädagoge, der in der Musikszene von Nashville aktiv ist.
Rahsaan Barber und sein Zwillingsbruder, der Posaunist Roland Barber wurden von ihren Eltern nach Rahsaan Roland Kirk benannt. Als Schüler spielten sie in der Familienband mit ihrem älteren Bruder Robert, einem Saxophonisten. Er studierte Musik an der Indiana University bei David Baker; zu seinen musikalischen Vorbildern gehörten John Coltrane und Stanley Turrentine, dem er den Song for Stanley T widmete (erschienen 2005 auf seinem Album TrioSoul). 2003 trat er beim World Saxophone Competition im Rahmen des Montreux Jazz Festival auf. Den Master erwarb er an der Manhattan School of Music. 
Barber unterrichtete an der Belmont University in Nashville, arbeitete mit der 18-köpfigen Bigband Nashville Jazz Orchestra und im Nashville Jazz Workshop. Er ist Co-Leader des Septetts El Movimiento, das Latin- und Mainstream Jazz, Hip-Hop, Rock- und Weltmusik-Einflüsse integriert. Nach seinem Debütalbum Triosoul folgte 2010 das Album Everyday Magic. Barber produziert das Label Jazz Music City Records und leitet gegenwärtig die Band The Megaphones, „die den Drive der Dirty Dozen Brass Band mit der Energie des Hip-Hop verbinden will“. 2025 legte er das Album Six Words vor.